# Tumba de Lisón y Calicles
La Tumba de Lisón y Calicles en (en griego: Τάφος Λύσωνος και Καλλικλέους) es una tumba macedonia del periodo helenístico situada en Lefkádia (antigua Mieza), cerca de Nausa, Grecia. Conocida por la calidad de su decoración pintada, el monumento está datado entre finales del ̺siglo III a. C. y la primera mitad del siglo I a. C. Está a menos de un kilómetro de la Tumba del juicio y de la Tumba de las palmetas. 

## Descripción
La tumba de Lisón y Calicles consta de una fachada decorada con rosetas  y coronada con un frontón rematado con acroteras, en cuya prolongación se encuentran dos cámaras orientadas de norte a sur (una antecámara y una cámara funeraria), cubiertas por un túmulo de tierra. La mampostería es de piedra caliza local.

### Antecámara
La antecámara de techo plano, que es inusualmente pequeña en proporción a la cámara funeraria, mide 0,89 m de ancho y 0,86 m de largo. La pared lateral izquierda está cubierta con una representación de un perirranterio, una pila de pie para abluciones, mientas que la pared lateral izquierda está pintada al fresco con un altar, rematado por un cimacio jónico, alrededor del cual se enrosca una serpiente negra. El dintel de la puerta de mármol que separa la antecámara de la cámara funeraria lleva una inscripción que menciona los nombres de los primeros ocupantes de la tumba: Lisón y Calicles, hijos de Aristófanes.

### Cámara funeraria

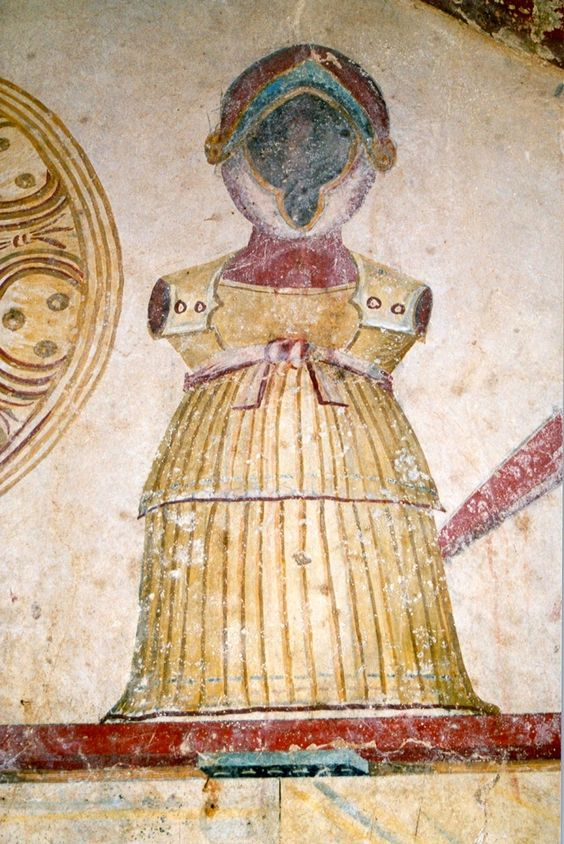
Pintura de una coraza macedonia en la pared sur de la cámara funeraria.

La cámara funeraria abovedada tiene 3,05 m de ancho, 3,95 m de largo y 1,95 m de alto,. Presenta un diseño de trampantojo de pilastras jónicas coronadas por un arquitrabe dórico con mútulos y gotas, debajo del cual corre una guirnalda de mirto engalanada con bandas y granadas. El estilo arquitectónico de las pinturas murales, que utiliza los principios de la perspectiva, muestra importantes similitudes con el segundo estilo pompeyano,· que se puede observar en particular en las villas romanas de Boscoreale. 
Las pinturas más destacadas de la tumba  son representaciones de armas y armaduras macedonias en las zonas semicirculares superiores de la cámara funeraria. Un escudo, decorado con un sol de Vergina sobre fondo azul y rodeado de una corona blanca sobre fondo rojo, ocupa el centro de la parte superior del muro norte. Debajo del escudo hay dos cnémidas, un casco frigio a la izquierda y un casco ático a la derecha. El conjunto está flanqueado por dos espadas representadas como colgando de clavos en el techo. En la pared opuesta, sobre la puerta de la antecámara, hay un escudo de diseño diferente. La armadura tiene cuatro círculos centrales rodeados por un anillo de puntos y ocho círculos más pequeños con tres bandas, cada una de las cuales contiene tres puntos. Esta representación de un escudo es habitual en las monedas de los reyes antigónidas de Macedonia. El escudo está flanqueado por dos corazas rematadas por un casco y dos espadas que cuelgan de clavos. El techo rojo y amarillo es probablemente una representación de un tejido. La decoración pintada subraya el estatus aristocrático de Lisón y Calicles y su posición destacada en la infantería macedonia.
La cámara funeraria tiene veintidós nichos cuadrados en dos filas en las paredes laterales y en la pared norte para guardar las cenizas y las ofrendas de cremación de los miembros fallecidos de la familia de Aristófanes. En la parte superior de los nichos están inscritos diecisiete nombres que abarcan cuatro generaciones.

## Historia
Descubierta por casualidad en 1942, la tumba de Lisón y Calicles fue excavada por el arqueólogo griego Charálambos Makarónas. Aunque fue saqueado2 , el monumento se encuentra en un estado de conservación excepcional. Un estudio completo fue realizado por Stella G. Miller en 1993. En 1962, el monumento fue catalogado como sitio arqueológico en Grecia, una protección renovada y ampliada en 2012. En 1999 se construyó una estructura metálica sobre la tumba para proteger el monumento de las inclemencias del tiempo. El sitio no es accesible al público.